# Fifth Harmony
Fifth Harmony — американський жіночий гурт, заснований 2012 року в другому сезоні американського шоу The X Factor. Спочатку складався з п'яти учасниць: Каміли Кабельйо, Дайни Джейн Гансен, Нормани Кордей, Еллі Брук і Лорен Хауреги — однак 18 грудня 2016 року, в день підписання контракту, стало відомо, що Кабельйо покинула гурт.
Посівши третє місце в другому сезоні X Factor, гурт підписав контракт зі звукозаписною компанією Саймона Ковелла — Syco Music і Epic Records. Гурт випустив дебютний сингл «Miss Movin 'On». Дебютний студійний альбом Reflection вийшов 2015 року, дебютувавши під номером п'ять в Billboard 200.
В альбом увійшли платинові сингли «Boss», «Sledgehammer» і «Worth It». Останній став чотири рази платиновим у США, а також досяг першої десятки в тринадцяти країнах. «Work from Home», провідний сингл з їхнього другого альбому 7/27 (2016), став першим з 10 найкращих синглів гурту в Billboard Hot 100.

## Дискографія
- Студійні альбоми:
  - Reflection (2015)
  - 7/27 (2016)
  - Fifth Harmony (2017)
- EP:
  - Better Together (2013)

## Тури
Хедлайнерами
- Harmonize America Mall Tour (2013)
- Fifth Harmony Theatre Tour (2013)
- Worst Kept Secret Tour (2014)
- Fifth Times a Charm Tour (2014)
- The Reflection Tour (2015)
- The 7/27 Tour (2016)
- PSA Tour (2017)

Запрошеними
- The Wish Tour (Шер Ллойд; 2013)
- Neon Lights (Демі Ловато; 2013)
- Live on Tour (Остін Махоун; 2014)